# Kyselina 4-maleylacetooctová
Kyselina 4-maleylacetooctová je dikarboxylová kyselina, meziprodukt metabolismu aminokyseliny tyrosinu. Je dále enzymem 4-maleylacetoacetát-cis-trans-izomerázou, za účasti glutathionu, přeměňována na kyselinu fumarylacetooctovou.